# Гёкчинский магал
Гёкчинский или Гёйчинский магал (азерб. Qöyçə mahalı) — один из магалов Эриванского ханства.

## Этимология
Название магала связано с озером Гокча (Севан).

## География
Самым крупным магалом в северо-восточной части Эриванского ханства был Гёйчинский магал, охватывавший большую часть земель в бассейне озера Севан. Магал граничил на севере с Шамшадинским султанством и Гянджинским ханством, на северо-западе — Дарачичекским магалом, на западе — Гырхбулагским и Гарнибасарским магалами, на юго-западе — Ведибасарским магалом, на юге — Нахичеванским ханством, а на востоке — Карабахским ханством. Магал Гёкча орошался многочисленными ручьями, бравшими начало в горной местности и выпадавших в озеро.

## Сёла
И. Шопен зафиксировал в камерной переписи 1829—1832 годов 126 сёл, принадлежащих Гёйчинскому магалу, из них 67 были разорены. Населёнными были лишь 59 сёл. Центром магала, население которого занималось в основном скотоводством, был Кявяр.

### Сёла разрушенные после войн
Список 19-ти сёл, разрушенных на территории магала в результате русско-персидской и русско-турецкой войн 1826—1828 и 1828—1829 годов.
1.Бугдатепе, 2. Хаджимумухан, 3. Аллахверди-бей, 4. Учтепе, 5. Керимкенд, 6. Юхары Алтунтахт, 7 Ашагы Алтунтахт, 8. Демирчи Погос 9. Айридже 10. Атдаш, 11. Ахсахтовуз, 12. Карвансарай, 13. Гасымбашы, 14. Мадина, 15. Баш Гёзальдере, 16. Ханджигаз-оглу, 17. Гызылкилсе, 18. Бёюк ага, 19. Агкилиса, 20 Гёйче, 21. Султанали (Джанахмед), 22. Сатенагадж (Саданахач), 23. Карвансарай (2), 24. Айридже (2), 26. Дели Арутюн, 27. Кемесар.

## Население
Несмотря на занимаемую магалом большую территорию, численность его населения была мала, вследствие того, что здесь часто велись войны. Территория на тот период была в основном заселена кочевыми племенами, плотно заселившими эту местность после XVII века, армянское население сильно сократилось и перестало составлять большинство вплоть до начала XIX века. Население района, имеющего обширные пастбища, в основном занималось земледелием, скотоводством, пчеловодством, садоводством, ковроткачеством и рыболовством.